# Campeonato da Europa de Atletismo de 2022 - 35 km marcha atlética masculina
A prova da marcha atlética 35 km masculina do Campeonato da Europa de Atletismo de 2022 foi disputada no dia  16 de agosto de 2022 pelas ruas  de Munique, com chegada no Estádio Olímpico de Munique.

## Recordes
Antes desta competição, os recordes mundiais e do campeonato nesta prova eram os seguintes:
|                       | Nome                                                            | Nacionalidade                                                   | Tempo                                                           | Local                                                           | Data                                                            |
| --------------------- | --------------------------------------------------------------- | --------------------------------------------------------------- | --------------------------------------------------------------- | --------------------------------------------------------------- | --------------------------------------------------------------- |
| Recorde mundial       | Recordes mundiais serão reconhecidos após 1º de janeiro de 2023 | Recordes mundiais serão reconhecidos após 1º de janeiro de 2023 | Recordes mundiais serão reconhecidos após 1º de janeiro de 2023 | Recordes mundiais serão reconhecidos após 1º de janeiro de 2023 | Recordes mundiais serão reconhecidos após 1º de janeiro de 2023 |
| Recorde europeu       | Massimo Stano                                                   | Itália                                                          | 2h 23m 14s                                                      | Eugene                                                          | 24 de julho de 2022                                             |
| Recorde do campeonato | Novo evento                                                     | Novo evento                                                     | Novo evento                                                     | Novo evento                                                     | Novo evento                                                     |

Os seguintes recordes foram estabelecidos durante esta competição: 
| Data         | Evento | Atleta             | Nacionalidade | Tempo      | Notas                 |
| ------------ | ------ | ------------------ | ------------- | ---------- | --------------------- |
| 16 de agosto | Final  | Miguel Ángel López | Espanha       | 2h 26m 49s | Recorde do campeonato |

## Medalhistas
| Ouro                     | Prata                   | Bronze                |
| Miguel Ángel López (ESP) | Christopher Linke (GER) | Matteo Giupponi (ITA) |

## Cronograma
Todos os horários são locais (UTC+2).
| Data         | Hora  | Evento |
| ------------ | ----- | ------ |
| 16 de agosto | 08:30 | Final  |

## Resultado final
A chegada ocorreu no dia 16 de agosto às 08:30 no Estádio Olímpico de Munique.
| Posição           | Atleta                 | Nacionalidade | Tempo   | Notas                 |
| ----------------- | ---------------------- | ------------- | ------- | --------------------- |
| Medalha de ouro   | Miguel Ángel López     | Espanha       | 2:26:49 | Recorde do campeonato |
| Medalha de prata  | Christopher Linke      | Alemanha      | 2:29:30 | Recorde pessoal       |
| Medalha de bronze | Matteo Giupponi        | Itália        | 2:30:34 | Recorde pessoal       |
| 4                 | Manuel Bermúdez        | Espanha       | 2:32:31 |                       |
| 5                 | Jonathan Hilbert       | Alemanha      | 2:32:44 | Recorde pessoal       |
| 6                 | Miroslav Úradník       | Eslováquia    | 2:35:44 |                       |
| 7                 | Michal Morvay          | Eslováquia    | 2:36:04 |                       |
| 8                 | Carl Dohmann           | Alemanha      | 2:36:52 |                       |
| 9                 | Vít Hlaváč             | Chéquia       | 2:37:32 |                       |
| 10                | Brendan Boyce          | Irlanda       | 2:38:03 |                       |
| 11                | Maryan Zakalnytskyy    | Ucrânia       | 2:39:06 | Recorde da temporada  |
| 12                | Aleksi Ojala           | Finlândia     | 2:39:06 |                       |
| 13                | Ivan Banzeruk          | Ucrânia       | 2:39:34 | Recorde da temporada  |
| 14                | Bence Venyercsán       | Hungria       | 2:41:07 | Recorde da temporada  |
| 15                | Anton Radko            | Ucrânia       | 2:43:10 | Recorde da temporada  |
| 16                | Narcis Mihăilă         | Roménia       | 2:45:03 |                       |
| 17                | Arturas Mastianica     | Lituânia      | 2:46:09 |                       |
| 18                | Alexandros Papamichail | Grécia        | DNF     | DNF                   |
| 18                | Marius Cocioran        | Roménia       | DNF     | DNF                   |
| 18                | Perseus Karlström      | Suécia        | DNF     | DNF                   |
| 18                | Artur Brzozowski       | Polónia       | DNF     | DNF                   |
| 23                | Michele Antonelli      | Itália        | DSQ     | TR54.7.5              |
| 23                | Lukáš Gdula            | Chéquia       | DSQ     | TR54.7.5              |
| 23                | Máté Helebrandt        | Hungria       | DSQ     | TR54.7.5              |
| 23                | Aurélien Quinion       | França        | DSQ     | TR54.7.5              |
| 23                | Marc Tur               | Espanha       | DSQ     | TR54.7.5              |
| 29                | Teodorico Caporaso     | Itália        | DNS     | DNS                   |

Legenda
| Recorde mundial       | Recorde mundial (World record)               |                       | Recorde africano                      | Recorde africano (African) |                                           | Q | Classificado por posição (Qualified) |
| Recorde do campeonato | Recorde do campeonato (Championship record)  | Recorde da América    | Recorde da América (Americas)         | q                          | Classificado por melhor tempo (Qualified) |   |                                      |
| Melhor marca do ano   | Melhor marca do ano (World leading)          | Recorde asiático      | Recorde asiático (Asian)              | DNS                        | Não largou (Did not start)                |   |                                      |
| Recorde nacional      | Recorde nacional (National record)           | Recorde europeu       | Recorde europeu (European)            | DNF                        | Não terminou (Did not finish)             |   |                                      |
| Recorde pessoal       | Recorde pessoal do atleta (Personal best)    | Recorde da Oceania    | Recorde da Oceania (Oceania)          | DSQ / DQ                   | Desclassificado (Disqualified)            |   |                                      |
| Recorde da temporada  | Recorde da temporada do atleta (Season best) | Recorde sul-americano | Recorde sul-americano (South America) | NM                         | Sem marca (No mark)                       |   |                                      |